# Pseudosonsinotrema catesbeianae
Pseudosonsinotrema catesbeianae är en plattmaskart. Pseudosonsinotrema catesbeianae ingår i släktet Pseudosonsinotrema och familjen Lecithodendriidae. Inga underarter finns listade i Catalogue of Life.